# Ettisweiler
Ettisweiler is een plaats in de Duitse gemeente Krauchenwies, deelstaat Baden-Württemberg, en telt 61 inwoners (2004-10).

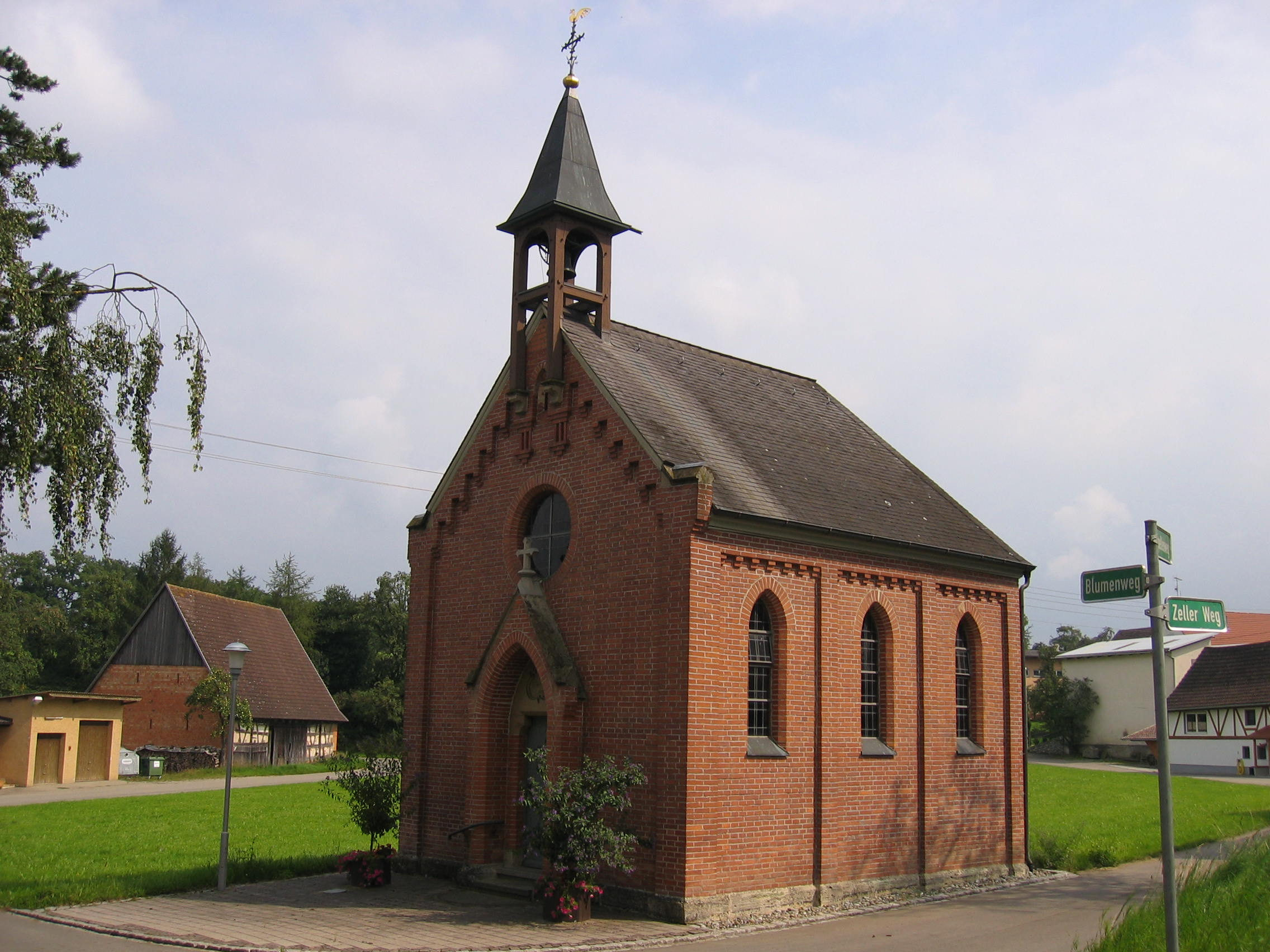
Kapel